# Dragon's Lair II: Time Warp
Dragon's Lair II: Time Warp è un videogioco arcade in laserdisc del 1991, seguito di Dragon's Lair, basato anch'esso su sequenze d'animazione create da Don Bluth,. Venne convertito poi per varie piattaforme domestiche ed ebbe un seguito, solo per queste ultime, Dragon's Lair III: The Curse of Mordread, uscito nel 1993.

## Trama
Il gioco è ambientato alcuni anni dopo gli avvenimenti raccontati in Dragon's Lair: Dirk ha sposato Daphne, e insieme hanno generato una numerosa prole. Un giorno Daphne viene rapita dallo stregone Mordrock e da lui portata nel castello in cui era ambientato il primo episodio. La donna è stata fatta sparire in una fessura del tempo e sarà costretta a sposare Mordrock se Dirk non la libererà. L'eroe inizia quindi la sua missione di salvataggio: si tratta di una lotta contro il tempo, perché qualora l'infernale scrigno venisse aperto, lo stregone potrà infilare l'anello nuziale della non-morte al dito di Daphne, che in tal modo sarà perduta per sempre nella distorsione temporale (Time Warp). Dirk dovrà viaggiare per cinque diverse e singolari tappe (tre contesti storici e due mondi di fantasia) tramite una macchina del tempo vivente (in essa è stato infatti trasformato il fratello gemello dello stregone); una volta tornato nella sua epoca, egli sconfiggerà Mordrock, riprendendo quindi con sé la propria moglie.

## Modalità di gioco
Il gioco, che si divide in 8 fasi, consiste in una serie di filmati animati che il giocatore può controllare muovendo il joystick e azionando l'unico pulsante in determinati momenti a seconda delle situazioni che si presentano nel video, proprio come in Dragon's Lair. Molti nemici sono invulnerabili, soprattutto nelle fasi 3, 4 e 5.

## Fasi del gioco
- Fase 1: castello. Mentre Dirk sfugge all'ira della suocera, che accusandolo di negligenza lo insegue col matterello fin dentro il maniero, si rivedono alcuni nemici presenti nel primo Dragon's Lair. All'interno del castello, Dirk trova il fratello di Mordrock sotto forma di macchina del tempo, che gli chiede di farne uso per fermarlo.
- Fase 2: preistoria. Mordrock invia contro Dirk due centauri alati, un mostro marino e vari pterodattili. Per evitare di venire ingoiato dal mostro insieme alla macchina del tempo, Dirk dovrà essere rapidissimo nell'aggrapparsi all'apparecchio e metterlo in moto così da lasciare immediatamente quell'epoca.
- Fase 3: il mondo di Alice nel paese delle meraviglie. Trasformato da Mordrock in Alice, Dirk deve sfuggire alla follia omicida dei vari personaggi incontrati dalla protagonista dei due romanzi di Lewis Carroll Le avventure di Alice nel paese delle meraviglie e Attraverso lo specchio e quel che Alice vi trovò, tra cui la Regina di cuori, il suo esercito di carte da gioco e il Jabberwocky. La macchina del tempo si trova al di fuori dello specchio.
- Fase 4: Giardino dell'Eden. Qui ritrovare la macchina del tempo non sarà facile, perché Dirk deve inizialmente evitare di farsi prendere dagli angeli custodi, che tentano di scacciarlo via, da un'Eva obesa, che vorrebbe trattenerlo per divertirsi con lui,  da una coppia di serpenti stritolatori e da uno strano essere alato che cerca di uccidere il cavaliere con le sue scariche elettriche. Quando poi Eva mangia il frutto proibito, l'Eden sparisce e al suo posto si materializza una selva di piante orripilanti, letali al solo tocco.
- Fase 5: casa di Ludwig Van Beethoven. Ridotto da Mordrock alle dimensioni di un topo, Dirk deve evitare di essere divorato dal gatto del compositore; a esso si aggiungono altri pericoli inconsapevolmente provocati dallo stesso Beethoven che, in pieno fervore creativo (in quanto egli sta componendo la sua Sinfonia n 5), trasforma le note in corpi contundenti. Dirk suderà non poco per ritrovare la macchina del tempo, anche perché a un certo punto il "sacro fuoco" di Ludwig sarà così violento da far schizzare tutto e tutti in cielo.
- Fase 6: antico Egitto. Dirk entra nel tempio maggiore di Abu Simbel dove dovrà eliminare, nell'ordine, una legione di scarabei, alcuni ragni, una mummia gigantesca e un mostriciattolo alato, evitando nel contempo di venire a contatto con un gas venefico e con un liquido corrosivo. Dopo che Mordrock gioca un brutto scherzo a Dirk, la macchina del tempo vivente riporta l'eroe nella sua epoca.
- Fase 7: castello. Dirk si misura finalmente col perfido Mordrock, il quale, mediante l'anello stregato che le ha messo al dito, ha trasformato Daphne in un'enorme creatura mostruosa, che aizza contro Dirk. Il cavaliere viene a capo della complicata situazione sfilando l'anello dal dito della moglie e, nella colluttazione che ne segue, Mordrock si ritrova col gioiello al dito e si trasforma quindi in mostro, incapace però di attaccare, mentre la piattaforma su cui si trova insieme a Dirk e Daphne (che ha riacquistato il proprio aspetto e il proprio carattere) si sbriciola. Dirk approfitta del crollo per trafiggere lo stregone con la spada, eliminandolo così definitivamente, ma Daphne è rimasta priva di sensi.
- Fase 8: castello. Dopo la fine di Mordrock, Dirk dovrà superare un'ultima insidia, ovvero un'orda di pipistrelli, mentre cerca di risvegliare Daphne.

## Blu-ray Disc
In Italia è stata messa in commercio una versione del gioco in Blu-ray Disc nel 2009, che oltre al gioco comprende contenuti speciali come le interviste con i creatori e trailer vari.

## Voci
- Dan Molina: Dirk
- Hal Smith: Mordrock / fratello di Mordrock / suocera di Dirk
- Vera Pacheco: Daphne
- Michael Rye: narratore